# Еолова арфа
Ео̀лова арфа (на френски: harpe éolienne) старинен струнен музикален инструмент, чиито струни се привеждали в трептене чрез въздушна струя. Този музикален инструмент, известен в древността, станал на мода по времето на романтизма в Германия и Франция. Носи името на бога Еол, който според гръцката митология бил повелител на ветровете.